# Future Shock (album de Herbie Hancock)
Pour les articles homonymes, voir Future Shock (homonymie).
Future Shock est un album de Herbie Hancock sorti en  1983, produit par Material et Herbie Hancock. Il fait le  lien entre le jazz, le hip-hop et l'electro.
Il contient le titre Rockit, sur lequel on peut entendre les scratchs du DJ Grand Mixer DXT. Le single rencontre un vif succès et est certifié disque d'or.
L'album lui-même est certifié disque de platine par la RIAA.

## Historique
Une grande partie de l'album est initialement composé par l'équipe du bassiste Bill Laswell et du claviériste Michael Beinhorn, et jouée en tournée par leur groupe Material en 1982, précédant l'enregistrement de leur album One Down. Hancock est approché pour collaborer à cet enregistrement qui doit aller dans une direction postmoderne, au lieu de son jazz fusion habituel. Finalement, le résultat est un album influencé par le hip-hop, sorti sous le nom de Hancock, qui combine le jeu au clavier de Hancock avec les arrangements de Laswell et le turntablism de Grand Mixer DXT.
Le titre de l'album est celui de la chanson de Curtis Mayfield reprise par Hancock.
Le single Rockit est accompagné d'un vidéoclip très réussi, réalisé par Kevin Godley et Lol Creme du groupe 10cc. Ce clip remporte plusieurs prix aux MTV Video Music Awards en 1984 et la chanson reçoit le Grammy Award de la « meilleure prestation R&B instrumentale ».

## Musiciens
- Herbie Hancock : piano, claviers, divers instruments.
- Bill Laswell : basse
- Michael Beinhorn : DMX, Synare, Mini-Moog programming,
- Sly Dunbar : Batterie & Bongos
- Pete Cosey : guitare
- Dwight Jackson Jr : chant (Future Shock)
- Lamar Wright : chant (Rough)
- Grand Mixer D.S.T. : turntables
- Daniel Ponce : Bata
- Bernard Fowler : chœurs (Future Shock)
- Bernard Fowler, Grand Mixer D.S.T., Roger Trilling et Nicky Skopelitis : chœurs (Rough)

## Titres
Toutes les compositions sont de Hancock – B.Laswell – M.Beinhorn sauf mention
1. Rockit - 05:26
2. Future Shock (Curtis Mayfield) - 08:03
3. TFS - 05:46
4. Earth beat - 05:11
5. Autodrive - 06:26
6. Rough - 06:57